# Perletto
Perletto (piemontesisch Përlèj) ist eine Gemeinde in der italienischen Provinz Cuneo (CN), Region Piemont.

## Lage und Einwohner
Perletto liegt 85 Straßenkilometer nordöstlich von der Provinzhauptstadt Cuneo entfernt, nahe der Bormida di Millesimo, dem westlichen Quellfluss der Bormida. Das Gemeindegebiet umfasst eine Fläche von fast 10 km² und hat 253 Einwohner (Stand 31. Dezember 2023).
Die Nachbargemeinden sind Castino, Cortemilia, Olmo Gentile, San Giorgio Scarampi, Serole und Vesime.

## Geschichte
Obwohl es keine antiken Zeugnisse über die Ursprünge des Dorfes gibt, ist bekannt, dass es im Mittelalter den Markgrafen Del Vasto und dann der Familie Del Carretto gehörte, die das Lehen zu Beginn des 12. Jahrhunderts an die Gemeinde Asti abtrat. Nach der Übergabe an die Scarampi wurde es zu Gunsten der Gozzani von San Giorgio zum Markgrafentum erhoben.

## Sehenswürdigkeiten

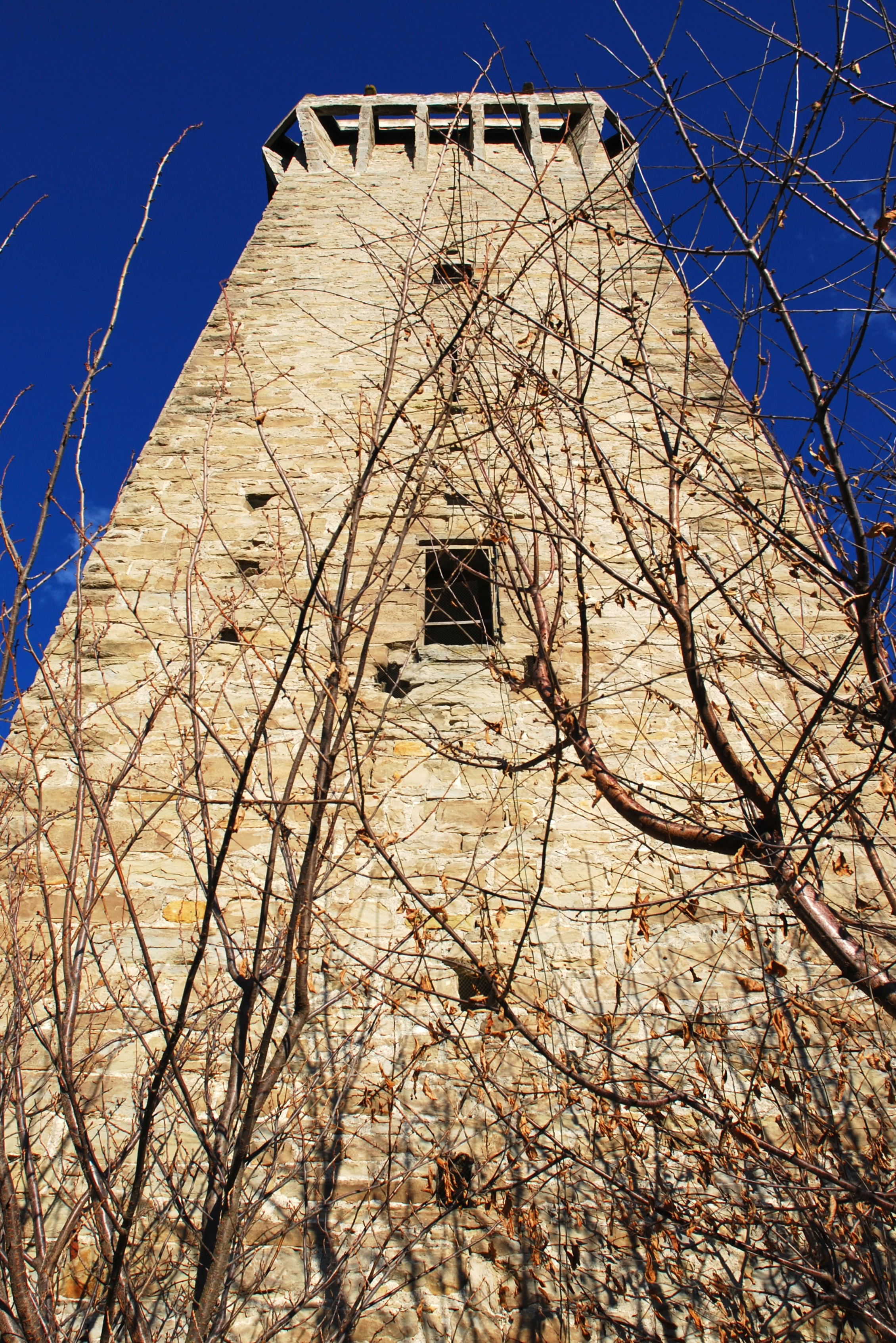
Turm von Perletto

- Die Kapelle Sant'Antonino, in deren Inneren sich wertvolle Fresken aus dem 15. Jahrhundert.
- Die Überreste der alten Burg, einer feudalen Festung mit großen Mauern, die alle aus lokalen Sandsteinblöcken bestanden und größtenteils zerstört wurden. Außer dem schönen Turm sind noch einige Teile der Mauern und ein massives Bogentor der Außenmauer erhalten.
- Die Sant'Antonino gewidmete Kapelle eine wunderbare Erinnerung an die Vergangenheit und gehört heute zum Friedhofsbereich des Dorfes.

## Kulinarische Spezialitäten
In der Umgebung von Perletto wird Weinbau betrieben. Die Beeren der Rebsorten Spätburgunder und/oder Chardonnay dürfen zum Schaumwein Alta Langa verarbeitet werden. Die Muskateller-Rebe für den Asti Spumante, einen süßen DOCG-Schaumwein mit geringem Alkoholgehalt sowie für den Stillwein Moscato d’Asti wird hier ebenfalls angebaut.